# Ceuthomadarus funebrella
Ceuthomadarus funebrella is een vlinder uit de familie van de Lecithoceridae. De wetenschappelijke naam van de soort is voor het eerst geldig gepubliceerd in 1922 door Chrétien.